# Asphondylia tournefortiae
Asphondylia tournefortiae är en tvåvingeart som först beskrevs av Rubsaamen 1916.  Asphondylia tournefortiae ingår i släktet Asphondylia och familjen gallmyggor. Inga underarter finns listade i Catalogue of Life.